# Hans Birch Dahlerup
Hans Birch Freiherr Dahlerup (Hillerød, 25. kolovoza 1790. – Kopenhagen, 26. rujna 1872.), časnik Danske ratne mornarice, viceadmiral Austrijske ratne mornarice.
Godine 1848. napustio je dansku mornaricu, pristavši na poziv cara Franje Josipa I. da preuzme zapovjedništvo Austrijske ratne mornarice. Zapovijedao je mornaricom tijekom pomorske blokade i ponovnoga zaposjedanja Venecije 1849. godine. Nakon tih događaja temeljito preustrojava mornaricu uklonivši većinu mletačkoga časničkog kadra. Umjesto talijanskoga jezika uveo je njemački kao službeni jezik. Da bi sveo mletački utjecaj u mornarici na najmanju moguću mjeru odlučuje uvesti uglavnom nordijska i anglosaksonska pravila, te stvara novi naraštaj vojničkih časnika. Godine 1850. upravo na njegov poticaj Pula je odabrana za ratnu luku i sjedište Pomorskog arsenala. Nakon dužnosti zapovjednika postao je savjetnik za mornarička pitanja pri vladi u Beču. Austriju je napustio 1863. godine uoči austrijsko-pruskog napada na Dansku. Umro je u Kopenhagenu 1872. godine.

## Više informacija
- Austrougarska ratna mornarica

| vojne službe                                                | vojne službe                                                                 | vojne službe                           |
| ----------------------------------------------------------- | ---------------------------------------------------------------------------- | -------------------------------------- |
| prethodnik August Franz Joseph Freiherr von Sourdeau (v.d.) | vrhovni zapovjednik Austrijske ratne mornarice travanj 1849. - kolovoz 1851. | nasljednik Franz Wimpffen (provizorni) |